# Остуруу
Остуруу (кирг. Өстүрүү) — село в Узгенском районе Ошской области Кыргызстана. Входит в состав Чангетского айылного аймака.

## География
Село расположено в северной части области, на правом берегу реки Чангет, на расстоянии приблизительно 18 километров (по прямой) к северу от города Узгена, административного центра района. Абсолютная высота — 1163 метра над уровнем моря.

## Население
Согласно оценочным данным Национального статистического комитета Кыргызской Республики, численность населения села на начало 2023 года составляла 1897 человек.
| год     | 2009 | 2014 | 2015 | 2020 | 2021 | 2023 |
| ------- | ---- | ---- | ---- | ---- | ---- | ---- |
| человек | 1751 | 1772 | 1710 | 1996 | 2021 | 1897 |